# 유남석 (법조인)
유남석(劉南碩, 1957년 5월 1일~)은 대한민국의 관료, 법조인이다. 제7대 헌법재판소장이다.

## 학력
- 목포중앙초등학교 졸업
- 청운중학교 졸업
- 경기고등학교 졸업
- 서울대학교 법과대학 법학 학사

## 생애
목포중앙초등학교, 청운중학교, 경기고등학교와 서울대학교 법학과를 졸업했다. 1981년 제23회 사법시험에 합격하고 1983년 제13기 사법연수원을 수료하여 판사가 되었다.
1985년 육군 법무감실 법제장교로 복무 중 군사법연구회 3집에 ‘양심상 병역거부에 관한 법적 고찰’이라는 논문을 통해 "양심적 병역거부자를 처벌하지 말고 대체복무를 허용해야 한다"는 입장을 표명했다.
서울고등법원 부장판사를 거쳐 2016년 2월에 방극성 법원장의 후임으로 제35대 광주고등법원장이 되었다.
2017년 10월 19일 문재인 대통령에 의해 박한철 헌법재판소 재판관의 후임으로 내정되었고, 11월 11일 헌법재판관으로 임명되었다.
2018년 9월 20일, 국회는 유남석 헌법재판소장 후보자에 대한 임명동의안을 가결 처리했고, 다음날 문재인 대통령이 임명장을 수여해 헌법재판소장이 되었다.

## 경력
- 1981년: 제23회 사법시험 합격
- 1983년: 제13기 사법연수원 수료
- 1986년~1989년: 서울민사지방법원 판사
- 1989년~1990년: 서울지방법원 동부지원 판사
- 1990년~1993년: 제주지방법원 판사
- 1993년~1994년: 헌법재판소 헌법연구관
- 1994년~1996년: 서울고등법원 판사
- 1996년~2000년: 대법원 재판연구관
- 2000년~2002년: 수원지방법원 성남지원 부장판사
- 2002년~2003년: 서울지방법원 부장판사 겸 법원행정처 사법정책연구심의관
- 2003년~2005년: 서울행정법원 부장판사
- 2005년~2006년: 대전고등법원 부장판사
- 2006년~2008년: 대법원 선임재판연구관
- 2008년~2010년: 헌법재판소 수석부장연구관
- 2010년~2012년: 서울고등법원 부장판사
- 2012년~2014년: 서울북부지방법원장
- 2014년~2016년: 서울고등법원 부장판사
- 2016년~2017년: 제35대 광주고등법원장
- 2017년~2023년: 헌법재판소 재판관
- 2018년~2023년: 제7대 헌법재판소장[7]

## 가족
부인은 민예홍이며, 슬하에 2명의 딸이 있다.